# Plectrohyla
Plectrohyla is een geslacht van kikkers uit de familie boomkikkers (Hylidae). De groep werd voor het eerst wetenschappelijk beschreven door Paul Brocchi in 1877.
Lange tijd waren er meer dan veertig verschillende soorten, maar veel soorten zijn ondergebracht in andere geslachten, zoals Sarcohyla. Tegenwoordig worden er achttien soorten erkend. Alle soorten komen voor in zuidelijk Noord- en Midden-Amerika: van zuidelijk Mexico tot El Salvador en Honduras.

## Soorten
- Soort Plectrohyla acanthodes
- Soort Plectrohyla avia
- Soort Plectrohyla chrysopleura
- Soort Plectrohyla dasypus
- Soort Plectrohyla exquisita
- Soort Plectrohyla glandulosa
- Soort Plectrohyla guatemalensis
- Soort Plectrohyla hartwegi
- Soort Plectrohyla ixil
- Soort Plectrohyla lacertosa
- Soort Plectrohyla matudai
- Soort Plectrohyla pokomchi
- Soort Plectrohyla psiloderma
- Soort Plectrohyla pycnochila
- Soort Plectrohyla quecchi
- Soort Plectrohyla sagorum
- Soort Plectrohyla tecunumani
- Soort Plectrohyla teuchestes

Anotheca · 
Bromeliohyla · 
Charadrahyla · 
Diaglena · 
Dryophytes · 
Duellmanohyla · 
Ecnomiohyla · 
Exerodonta · 
Hyla · 
Isthmohyla · 
Megastomatohyla · 
Plectrohyla · 
Ptychohyla · 
Rheohyla · 
Sarcohyla · 
Smilisca · 
Tlalocohyla · 
Triprion